# Julia (odrůda jablek)
Julia (Malus domestica 'Julia') uváděná někdy jako 'Julie' je ovocný strom, kultivar druhu jabloň domácí z čeledi růžovitých. Plody jsou řazeny mezi odrůdy letních jablek, sklízí se v červenci, skladovatelné jsou do konce září.

## Historie

### Původ
Odrůda byla vyšlechtěna v VŠÚO v Holovousích. Odrůda vznikla jako kříženec odrůd  'Quinte'  ×  'Discovery' .

## Vlastnosti

### Růst
Růst odrůdy je střední. Pravidelný průklest je důležitý, vhodný je také letní řez.

## Plodnost
Plodí záhy, mnoho a pravidelně.

## Plod
Plod je ploše kulovitý, střední. Slupka hladká,  zelenožluté zbarvení je překryté karmínově červenou barvou. Dužnina je krémová se sladce navinulou chutí.

## Choroby a škůdci
Odrůda je velmi odolná strupovitosti jabloní a  velmi odolná k padlí.

## Použití
Je vhodná k přímé konzumaci. Odrůda je snáší dobře přepravu, plody jsou odolné proti otlačení.